# Salzdrüse

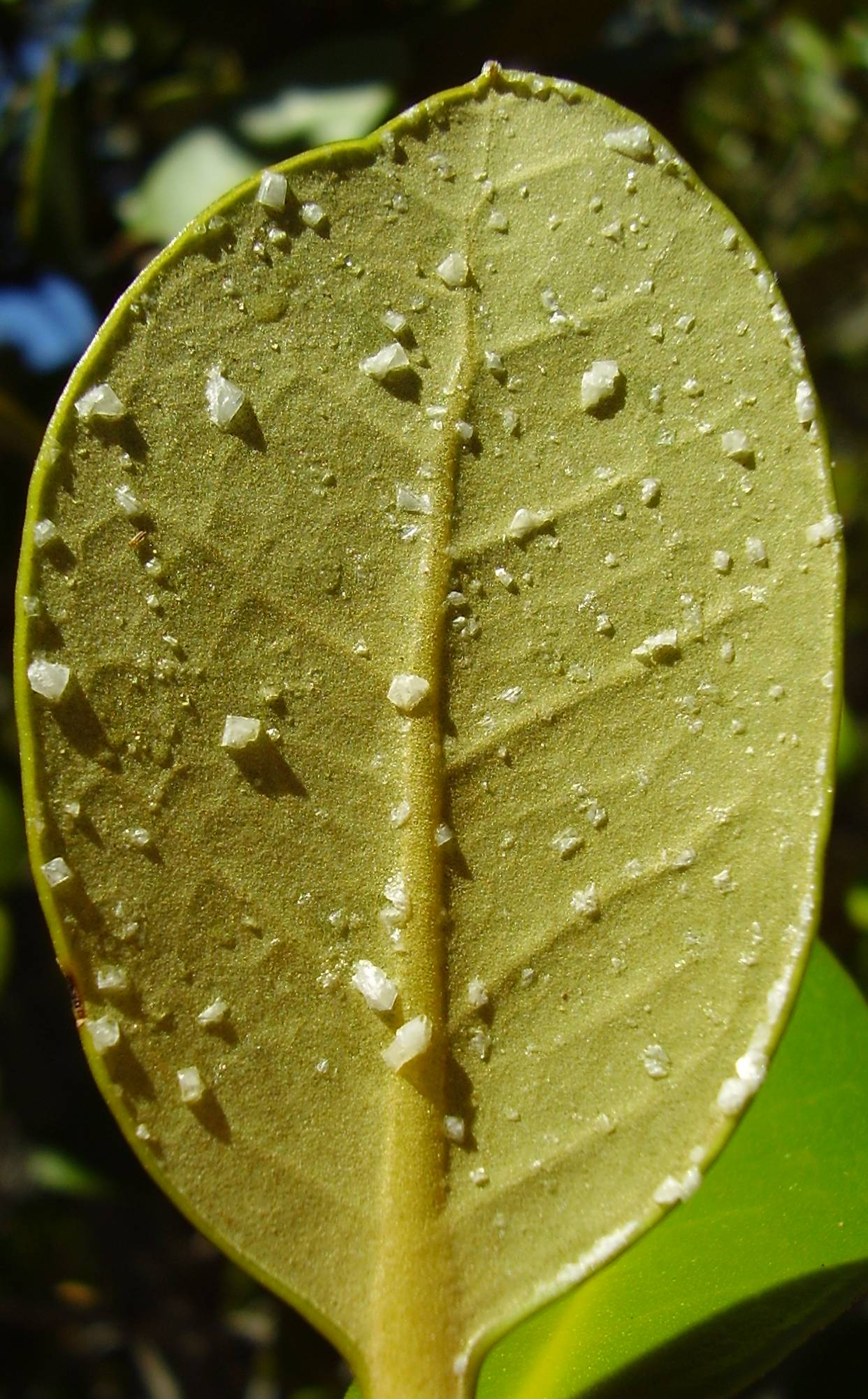
Salzaustritt der Mangrovenpflanze Avicennia marina

Als Salzdrüsen werden in der Biologie alle Drüsen benannt, die überschüssiges Salz ausscheiden. Entsprechende Drüsenzellen findet man bei salztoleranten Pflanzen sowie als kompakte Drüsen bei einer Reihe unterschiedlicher meeresgebundener Tiergruppen zur Osmoregulation.

## Salzdrüsen in der Botanik
In der Botanik werden als Salzdrüsen spezialisierte Drüsenzellen der Epidermis bezeichnet, mit denen Pflanzen in der Lage sind, überschüssiges Salz auszuscheiden. Diese Zellen finden sich vor allem bei Pflanzen extrem salziger Standorte, also bei den sogenannten Halophyten. Die Exkretion der Salze erfolgt bei diesen Zellen aktiv, also unter Aufwendung von Energie, durch einen Ionentransport durch die Zellmembran, und wird entsprechend nur bei Salzüberschuss verwendet (siehe Elimination bei Salzpflanzen).
Neben Pflanzen der Mangroven besitzen vor allem Pionierpflanzen des Strandbereiches wie der Gewöhnliche Strandflieder (Limonium vulgare), das Strand-Milchkraut (Glaux maritima), der Strand-Dreizack (Triglochin maritimum) und das Schlickgras (Spartina anglica) Salzdrüsen.

## Salzdrüsen in der Zoologie

### Fische, Amphibien und Reptilien
Salzdrüsen können bei unterschiedlichen Wirbeltieren ausgebildet sein, um die Osmoregulation zu unterstützen und überschüssiges Salz auszuscheiden. Man findet sie entsprechend bei einer Reihe von Meerestieren sowie bei Tieren, die im Brackwasser der Ästuare leben. Dabei handelt es sich beispielsweise um die Orbitaldrüsen bei Meeresschildkröten, die Unterzungendrüse bei Seeschlangen sowie die Salzdrüsen auf der Oberfläche der Zunge bei marinen Krokodilen, außerdem existieren bei einer Reihe von Knorpelfischen Salzdrüsen, die im Enddarm der Tiere münden. Weitere Formen können bei verschiedenen Knochenfischen, anderen Reptilien und wenigen Amphibien gefunden werden.

### Meeresvögel
Die bekanntesten und im Regelfall auch am ehesten als Salzdrüsen bezeichneten Drüsen dieser Art besitzen meereslebende Vögel in Form von paarigen Nasendrüsen oberhalb der Augen, über die ein stark salzhaltiges Sekret in die Nasenlöcher abgegeben und so ausgeschieden wird. Der Name Salzdrüse ist allerdings irreführend, da ein salzhaltiges Sekret nur bei Röhrennasen, Ruderfüßern, Stelzvögeln, Flamingos, Gänsevögeln, Greifvögeln und Regenpfeiferartigen (in denen die Möwen enthalten sind) gebildet wird. Bei der Mehrzahl der landlebenden Vögel ist dies nicht der Fall, weshalb sie als Nasendrüse (Glandula nasalis) bezeichnet wird.
Diese Drüsen sind komplex aufgebaut und bestehen aus mehreren tausend Kanälchen (Tubuli), die jeweils ein Transportepithel besitzen und in einem Kapillarnetz liegen. Die Konzentrierung des Salzes in dem Sekret findet unter Ausnutzung des Gegenstromprinzips statt. Die für den aktiven Transport notwendige Energie wird durch eine Na+/K+-ATPase bereitgestellt. Dadurch kann das Ausscheidungssekret die doppelte Salzkonzentration des Meerwassers erreichen. Besonders hohe Konzentrationen kommen bei Hochseevögeln wie den Albatrossen vor, die durch ihre Nahrung hohe Salzkonzentrationen aufnehmen.
Salzdrüsen können bei einer Reihe von Vogelgruppen unterschiedlicher Ordnungen nachgewiesen werden und sind homolog entstanden und ausgebaut. Sie lassen somit Rückschlüsse auf eine nähere Verwandtschaft der entsprechenden Vogelgruppen zu, da von einer einmaligen Entstehung des komplexen Organs ausgegangen werden kann.